# Elatostema napoense
Elatostema napoense är en nässelväxtart som beskrevs av Wen Tsai Wang. Elatostema napoense ingår i släktet Elatostema och familjen nässelväxter. Inga underarter finns listade i Catalogue of Life.